# Daisuke Sudō
Daisuke Sudō (jap. 須藤 大輔 Sudō Daisuke; ur. 25 kwietnia 1977) – japoński piłkarz występujący na pozycji napastnika.

## Kariera klubowa
Od 2000 do 2010 roku występował w klubach Mito HollyHock, Shonan Bellmare, Ventforet Kōfu, Vissel Kobe i Fujieda MYFC.